# Super Bomberman 4
Super Bomberman 4 é o quarto jogo da série Bomberman para SNES, foi lançado em 1996.

## Enredo
A história começa quando o cérebro de Bagula consegue se livrar de uma explosão em seu disco voador em Super Bomberman 3. Logo em seguida são convocados os Quatro Reis Bomber para vingar sobre Shiro e Kuro. Shiro e Kuro são enviados de volta no tempo junto com outros Bomberman`s. Eles lutam em diversas epócas para no final lutarem contra Bagular.
Neste jogo, os jogadores podem escolher entre os chefes quando jogarem no modo de batalha. Cada personagem têm um poder especial para lançar suas habilidades.

## Os cinco Reis Bomber (The Five Bomber Kings)
Criados por Bagular, este quinteto são ativos no Modo de Batalha (Battle Mode). São parecidos com algumas gerações de Bomberman tanto na aparência, nomes e ataques.
- Ghost/Great Bomber

Normalmente visto em preto e roxo e com uma grande capa, Fantasma (Ghost) é o líder dos Reis Bomber. Sua habilidade especial é a invencibilidade. Quando sua habilidade é disparada ele não pode se mover e logo depois ele só pode lançar uma bomba com um pequeno índice de potência.
- Bazooka Bomber

Com a aparência vermelha e branca, com o olho direito biônico e uma Rocket Launcher no braço direito conectada à sua mochila por alguns fios. Sua habilidade especial é com a Rocket Launcher que lança chamas e após esse disparo ele só pode lançar uma bomba com um pequeno índice de potência.
- Jet Bomber

Com uma aparência branca e azul, com um visor no topo de seus olhos e um grande jetpack. Ele é capaz de voar com seu jetpack e pode destruir qualquer um que conseguir acertar em seu bombardeio e com as chamas de seu jetpack. Após o término deste voo, ele só pode lançar uma bomba com um pequeno índice de potência.
- Lady Bomber

Com um vestido laranja e olhos com formas diferentes para definí-la como sendo do sexo feminino. Têm a habilidade especial de lançar raios laser que são lançados em diversos ângulos.
- Hammer Bomber

Com uma aparência verde e com um enorme olho amarelo. Sua habilidade especial é a estrela da manhã que é lançada em diversos ângulos.

## Pets
No modo normal e batalha é possível encontrar ovos que são inimigos derrotados pelo jogador. Cada um tem uma habilidade especial.

### Orgânicos
- Triceradops: pode transformar bombas normais em bombas espinhos.
- Angora: pode passar por blocos macios.
- Swin: se movimenta muito rapidamente para a direção oposta.
- Haguhagu: destrói todos os blocos macios da arena.
- Crazy Ballon: pode passar por bombas
- Bobo: aumenta a explosão em máxima.

### Mecânicos
- Dogun Jr.: pode chutar bombas.
- Ponpon: Joga bombas que podem passar por blocos e inimigos.
- Daruman: Aumenta a velocidade em máximo.
- Gamefurai: Destrói inimigos como um míssil, o jogador o perderá se seu especial for ativado.
- Bomb Tank: Diminui a velocidade de oponentes por um tempo.
- Dancing Clown: Paralisa oponentes por um tempo.